# Tibetaanse koningenvallei

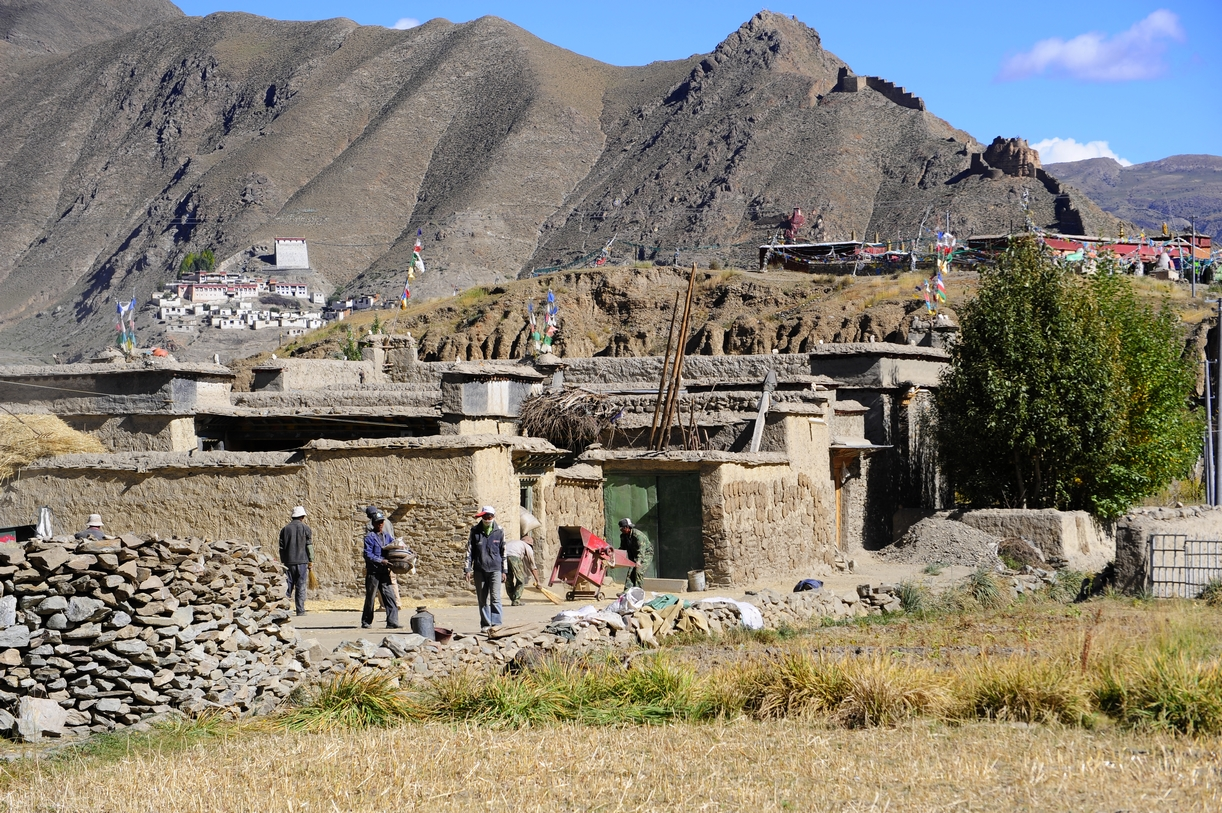
Riwo Dechen-klooster, Qonggyai, in de buurt van de Tibetaanse koningenvallei

De Tibetaanse koningenvallei, ook Vallei van de Koningen of Chonggyevallei is een aftakking ten zuidwesten van de Yarlung-vallei, in het arrondissement Chonggye, prefectuur Lhokha (Shannan) in de Tibetaanse Autonome Regio.
Het bevat een serie grafheuvels en ligt op een afstand van ongeveer 27 km zuidelijk van Tsetang, in de buurt van het dorp Qonggyai.
De koningenvallei kent acht grote aarden wallen die op natuurlijke heuvels lijken. Hiervan wordt geloofd dat er acht tot tien Tibetaanse koningen liggen begraven, waaronder Trisong Detsen.
De graven van de Tibetaanse koningen staan sinds 1961 op de lijst van culturele erfgoederen in de Tibetaanse Autonome Regio.